# ناحیه خودگردان خانتی-مانسی

موقعیت خانتیا-مانسیا در روسیه

ناحیه خودگردان خانتی مانسی (به روسی: Ха́нты-Манси́йский автоно́мный о́круг — Югра́)، که خانتیا-مانسیا و اخیراً یوگرا نیز خوانده می‌شود، ناحیه‌ای خودمختار در روسیه است که تحت نظر استان تیومن اداره می‌شود.
مردم این ناحیه مردم خانتی و مردم مانسی خوانده می‌شوند.
اکثر نفت روسیه از این ناحیه تأمین می‌شود و بدین جهت برای روسیه اهمیت زیادی دارد.
اکثریت مردم این منظقه مسیحی ارتدکس هستند و ۱۷ درصد نیز مسلمانند.
این ناحیه ۱۱۰۰ کیلومتر راه ریلی و ۱۸۰۰۰ کیلومتر راه جاده‌ای دارد
نیروگاه سورگوت ۲، بزرگترین نیروگاه روسیه و بزرگ‌ترین نیروگاه گازسوز جهان و نیروگاه سورگوت ۱، چهارمین نیروگاه نفت‌سوز جهان در این ناحیه قرار دارد.